# Nilea monochaeta
Nilea monochaeta là một loài ruồi trong họ Tachinidae.